# Apple Valley, Minnesota
Apple Valley, Minnesota là một thành phố nằm ở quận thuộc tiểu bang Minnesota, Hoa Kỳ. Đây là ngoại ô của Các thành phố sinh đôi. Thành phố được lập năm 1969, tên gọi trước đó là thị trấn Lebanon. Theo điều tra năm 2000 của Cục điều tra dân số Hoa Kỳ, thành phố có dân số 45.527 người, là thành phố đông dân thứ 15 ở tiểu bang Minnesota. Apple Valley có sở thú Minnesota. Năm 2010, Money Magazine đã bầu chọn Apple Valley xếp thứ 20 về danh hiệu nơi sinh sống tốt nhất ở Hoa Kỳ, từ thứ hạng 24 năm 2008 và thứ 28 năm 2007.